# سرزمین یخ‌زده
سرزمین یخ‌زده (انگلیسی: The Icebound Land) نام سومین کتاب از مجموعه‌ی جنگاوران جوان اثر جان فلنگن نویسندهٔ استرالیایی است. این کتاب در ۳۰ نوامبر ۲۰۰۵ میلادی در استرالیا منتشر شد و در ایران نشر افق این کتاب را با رعایت حقوق نویسنده و خرید حق انحصاری نشر (کپی رایت) با ترجمه مسعود ملک‌یاری اولین بار در سال ۱۳۹۲ چاپ کرد.

## داستان
ویل و اونلین بعد از نبرد بزرگ با مورگاراث، به دست مزدوران اسکاندیایی گرفتار می‌شوند و مثل دو برده به سرزمین یخ‌زده می‌روند.
هالت هم که عزمش را جزم کرده تا شاگردش را نجات دهد، تصمیم می‌گیرد هر طور شده، حتی با نافرمانی از دستور پادشاه، پی آن دو برود و به عهدش وفا کند. در این راه هوراس جنگجوی جوان و دوست ویل هم با هالت هم‌رکاب می‌شود. اما ادامه راه به این سادگی نیست!